# Gregorius
Gregorius oder Der gute Sünder (von mittelhochdeutsch guoter sündaere) ist eine in Versen verfasste mittelhochdeutsche höfische Legende von Hartmann von Aue, welche um 1186 bis 1190 datiert wird und auf einer französischen Vorlage eines unbekannten Autors basiert.

## Inhalt
Im Prolog des Gregorius entwickelt Hartmann allgemeine theologische Gedanken über Schuld und Buße. Herausgehoben ist seine Warnung vor dem zwîvel (desperatio) (V. 56–75) und die Darstellung des biblischen Samaritergleichnisses (Lk. 10, 30–35; V. 97–143). Dieses vermengt er mit anderen biblischen Gleichnissen und deren zeitgenössischer Auslegung. Außerdem warnt er vor dem vürgedanc, worunter wohl die Sünde der praesumptio zu verstehen ist (V. 7–34).
Die eigentliche Erzählung beginnt mit der Vorgeschichte des armen Sünders, nämlich der Biographie seiner Eltern (V. 177–922). Der Herr des Landes Aquitanien (Equitânjâ), der nach dem Tod seiner Gattin seine zwei Kinder allein aufzuziehen hat, gerät selbst unerwartet auf das Sterbebett und wird hier von Reue erfasst, die Tochter nicht versorgt zu haben (V. 239–242). So empfiehlt er das Heil der Tochter dem Sohn (V. 259ff.) und präfiguriert so den Inzest der beiden (V. 273–410), zu dem die Einflüsterungen des Teufels noch beitragen. Die Frucht des geschwisterlichen Beischlafes ist dann das später Gregorius genannte Kind (V. 411–500), das auf den Rat eines väterlichen Freundes in einen Kasten gesteckt wird und in einem Kahn auf das Meer geschickt wird, auf dass Gott es – gemäß seiner Bestimmung – verderben lasse oder an ein fernes Ufer treibe, wo es gerettet werde. Derweil begibt sich der Bruder auf einen Kreuzzug und stirbt (V. 501–922). Zu dem Knaben im Kasten werden aber 20 Mark Gold und eine Tafel beigelegt, die die vornehme Herkunft des Kindes bescheinigt (V. 719–751).
Das weitere Heranwachsen des Kindes wird nun in Vers 923–1824 (bzw. 1841) beschrieben: Der Knabe wird auf eine Kanalinsel getrieben und von dem Abt eines Klosters aus dem Wasser gefischt und in die Obhut einer Fischerfamilie gegeben, derweil der Geistliche selbst die Erziehung und auch die Taufe des Gregorius (V. 1136) übernimmt. Eine umfangreiche Bildung des Knaben und auch einige argumentative Finten des Abtes vermögen jedoch nicht zu verhindern, dass der herangereifte Knabe, statt sich in den Stand der Geistlichkeit zu fügen, Ritter werden will, was aber auch daher kommt, dass er von seiner sündigen Herkunft erfuhr. Der Standeswechsel wird aber mit der Übergabe der Herkunftstafel belastet.
Wurde mit den Wassermotiven, die an den biblischen Jona und deutlicher noch an Moses erinnerten, noch eine Heilswendung in Aussicht gestellt, verfertigt sich mit dem Verlassen des Klosters nun erst einmal das ödipale Inzest-Motiv des Eingangsberichts. Die Verse 1825–2750 berichten, wie der Jungritter eine Stadt von einem Belagerer befreit. Dass es sich bei der Herrin der Stadt, die als alleinregierende Frau so die Begehrlichkeit eines „Römerherzogs“ (V. 1999) geweckt hatte, um die Mutter des Gregorius handelt, ist schon mit den Versen 899–922 aufgedeckt worden, sodass die „Verfertigung des Schicksals“ durchsichtig bleibt. Der um seine êre bemühte Gregorius stellt sich so dem Zweikampf mit dem Belagerer und freit, nachdem er diesen gewonnen hat, die Herrin der Stadt, die so zu seiner Gattin wird. Erst eine Magd (V. 2295ff.) entdeckt das Geheimnis des neuen Herren, der seine auf der mitgeführten Tafel dokumentierte Abkunft täglich beweint, und verrät dies an ihre Herrin, die so erfährt, dass sie Mutter und Gattin desselben Mannes ist (V. 2471ff.).
Die Reue wegen der Tat, die für die Mutter zudem eine Wiederholungstat ist, fordert empfindlichere Bußen. Während die zuvor schon einem christlichen Lebenswandel zugeneigte Mutter nun vollends den Schleier nimmt und auf Hab und Gut verzichtet, zieht sich Gregorius auf einen Felsen zurück, auf den er sich von einem Fischer ketten lässt. Die Verse 2751–3136 beschreiben diese ungewöhnlich scharfe und 17 Jahre (V. 3139) währende Buße. Nach dem Tod des Papstes in Rom (V. 3144) erscheint der Herr den zwei als Papstnachfolger favorisierten Kardinälen und verkündet ihnen, einen heiligen Mann, der auf einer Insel in Aquitanien lebe, als nächsten Papst bestimmt zu haben. Die Verse 3137–3740 berichten, wie der „Erwählte“ gesucht und gefunden wird. Der Romreise, Papstkrönung und Lossprechung der Mutter (V. 3741–3958) schließt sich dann noch ein resümierender und vermeintlich falsche Schlussfolgerungen (praesumptio) abwehrender Epilog (V. 3959–4006) an.

## Literaturgeschichtliche Einordnung

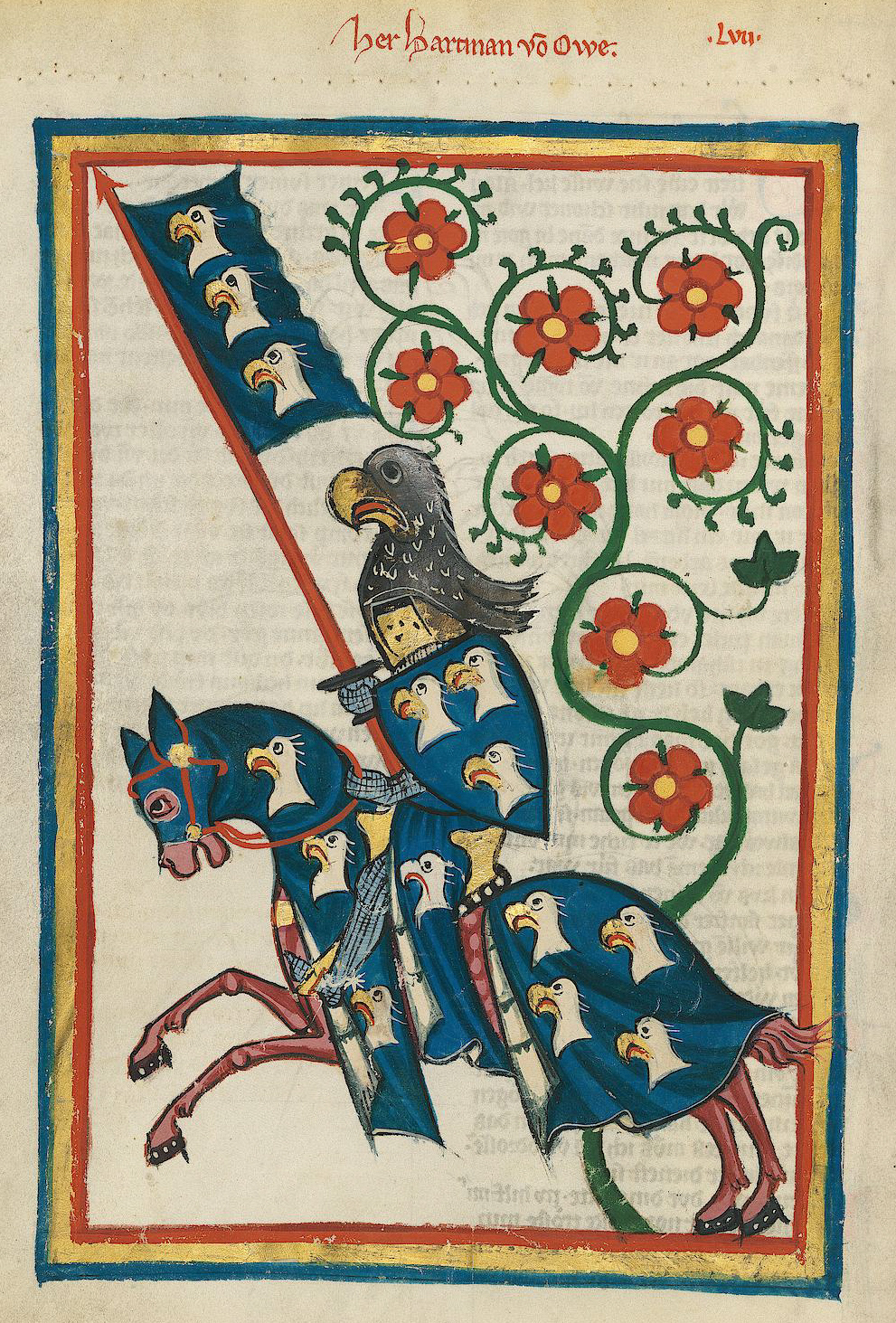
Herr Hartmann von Aue (idealisierte Miniatur im Codex Manesse, fol. 184v, um 1300)

### Überlieferung und Leserinteresse

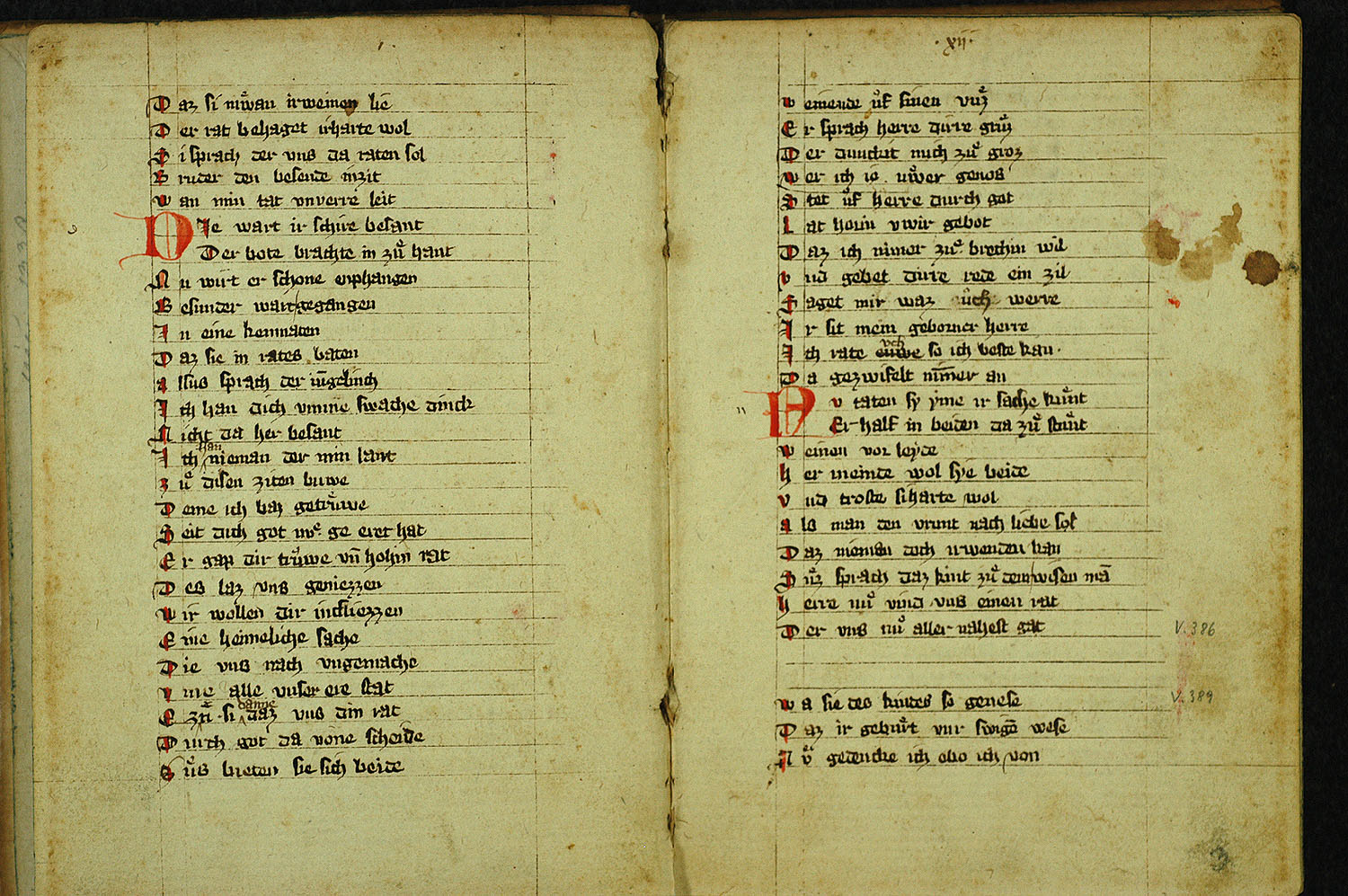
Eine Handschrift des Gregorius aus dem 2. Viertel des 14. Jahrhunderts (Salzburg, Universitätsbibl., Cod. M I 137, 2r–3v).